# 引揚
引揚（日语：／ Hikiage */?，原意為「拔出」，引申為「撤下」或「撤退」），在歷史事件中特指在1945年第二次世界大戰日本投降後，原居於日本在海外各殖民地及佔領地的日本國民陸續遭遣返日本本土的歷史事件，中國方面則稱為日僑遣送、日俘僑歸國、日本侨俘遣返或日侨日俘遣返。而回到日本的人又被稱為引揚者。

## 歷史
甲午戰爭及日俄戰爭後，大日本帝國陸續獲得台灣、澎湖群島、朝鮮半島、庫頁島及千島列島等地，並將這些新獲得的領土稱為「外地」，並有大量日本人移居到這些地區。中日戰爭與太平洋戰爭爆發後，也有不少日本人移居到戰時的日本佔領地。
1945年8月15日，日本昭和天皇宣布日本投降，中日戰爭與太平洋戰爭結束，也結束了第二次世界大戰。由於日本在戰後失去外地的主权和統治權，加上原佔領區內的日籍居民，使得遣返在這些區域居住內的日本人成為日本政府當時的迫切問題之一。相對於遣返軍人稱為「復員」，遣返平民則稱為「引揚」。此前，中國與美、英、苏共同签署的《波茨坦公告》，已表明四国在战后对日本的处理决定。公告第十二条明确要求日本占领军撤回本土。8月14日，日本外务省接受《波茨坦公告》，但当天仍训令其驻外使领馆执行日本侨民定居当地的方针。10月15日，美国主导的盟军总司令部废除日本外务省的外交功能，厚生省接替负责侨俘遣返事宜，下设地方救助局和派出机构。1948年5月，又设立独立的负责机构——归国者求助厅。
美国政府出于消灭日本在占领地影响的政治目的，希望将日本侨民、战俘全部遣返回国。在中国大陆和台湾，包括被苏联押送至西伯利亚的47万（或称59.4万）关东军俘虏在内，日方遗留了近400万的日本侨民和日军俘虏。中華民國国民政府在美国政府参与、协助下，进行了数年的侨俘遣返。虽然中美双方在遣返工作中存在分歧，但大体完成遣返工作，绝大多数日本侨俘被遣返回国。1949年，中华人民共和国建立，至1960年代政府又对中国东北地区剩余的4万遗华日侨和日俘进行了集体遣返，另有部分遗留者获得了中国国籍。
中国大陸研究者统计，日本侨俘被遣返总人数为660万人，过半在漢地（關內）、满洲国（東北）、台湾。遣返事宜由太平洋战场上，主要的战胜国——美国和苏联主导、控制。日本从1945年开始撤退侨俘，至1949年底，约有624万名侨俘返回日本。在此之后人数日渐减少。1954年，归国者救助厅改组为归国者救助局，隶属于厚生省。
苏联控制下的日本战俘遣返因西伯利亚滞留者问题，在日后深刻影响了日苏两国的关系。

## 备注
1. ↑  在中国大陆和台湾的日本侨俘总数有多种说法，一是394万人，其中日俘194万人，日侨200万人[3]；二是370万人，其中满洲近170万人，关内约210万人，台澎近50万人[2]。
2. ↑  徐志民文章[2]称“只有极少数人获得中国国籍”，未提供具体数据。
3. ↑  徐志民文章[2]的“五、遣返日本侨俘研究的思考”。